# Thunder Fox
Thunder Fox (サンダーフォックス?, Sandā Fokkusu), il cui nome talvolta viene scritto ThunderFox, è un videogioco arcade di tipo run and gun sviluppato e pubblicato nel 1990 dalla Taito. Venne convertito anche per Sega Mega Drive nel 1991 e più recentemente incluso in raccolte come Taito Legends.
Il suo gameplay è fortemente ispirato dai prodotti della Konami Green Beret e M.I.A.: Missing in Action, così come da altri giochi del genere quali Shinobi della SEGA e Rolling Thunder della Namco.

## Trama
Negli anni novanta il pianeta è dominato da una forte organizzazione terroristica che vanta un vero e proprio esercito di paramilitari muniti di armi e veicoli da guerra sia contemporanei che di elevata tecnologia. Spetterà a due elementi della squadra antiterrorismo "ThunderFox" il compito di infiltrarsi nelle basi nemiche ed annientare la malvagia organizzazione.

## Modalità di gioco
Thunder Fox prende da Green Beret alcuni spunti, come quello di poter utilizzare contemporaneamente il coltello come arma base e un'altra arma raccolta durante il gioco con numero di munizioni limitate; a questo viene aggiunto un buon set di mosse al protagonista, il quale può camminare accovacciato, saltare sopra una piattaforma con una capriola mortale allo scopo di uccidere all'unisono i nemici presenti sulla piattaforma, planare dopo un salto con una capriola in grado di colpire gli avversari e vanta anche come tecnica aggiuntiva un calcio volante efficace contro un gruppo di soldati.
Tra le armi che possono essere raccolte vi sono granate, lanciafiamme, bazooka, fucili d'assalto e pistole. Di tutte queste armi a parte il lanciafiamme è visibile il numero di colpi rimasti nella parte dello schermo in alto a sinistra; il bazooka ha un solo colpo che elimina tutti i nemici presenti in quel momento sullo schermo. A differenza di M.I.A.: Missing in Action, non è possibile raccogliere più di un'arma contemporaneamente.
Il giocatore, oltre alle vite, ha una barra di energia che cala quando viene colpito, di conseguenza non muore subito al primo colpo subito, e lungo il percorso può trovare dei kit medici che gli permettono di recuperare l'energia perduta nei precedenti scontri.
Il titolo presenta alcune parti di alcuni livelli che variano rispetto alla normale tematica run and gun, presentando sezioni di sparatutto a bordo di convertiplani monoposto o di moto d'acqua munite di mitragliatrice. Inoltre nel corso della partita è possibile trovare e guidare una jeep militare armata con un mitragliatore.

## Accoglienza
In Giappone, la rivista Game Machine elencò Thunder Fox nel numero del 15 agosto 1990 come la tredicesima unità arcade di maggior successo del mese.
La rivista Leisure Line ha recensito il gioco arcade assegnandogli un punteggio di 8 su 10.